# Ni no Kuni II: Revenant Kingdom
Ni no Kuni II: Revenant Kingdom és un videojoc de rol desenvolupat per Level-5 i distribuït per Bandai Namco Entertainment, per a les plataformes PlayStation 4 i Microsoft Windows. És la seqüela de el joc Ni no Kuni i el seu llançament es va produir el 23 de març de 2018.
La història és protagonitzada per Evan Pettiwhisker Timoteu, un jove rei que ha sigut enderrocat i exiliat del seu regne, i que ara, juntament amb l'ajuda de nous aliats, intentarà recuperar-lo. És un joc de món obert amb extenses localitzacions per explorar, centenars d'enemics als quals enfrontar i moltes missions i secrets per revelar.

## Desenvolupament
El videojoc va ser presentat per primera vegada el 5 de desembre de 2015, durant l'esdeveniment PlayStation Experience, a través d'un anunci. A diferència del primer joc, on l'Studio Ghibli havia col·laborat en el seu desenvolupament, es va confirmar que no repetirien d'aquest projecte, encara que si es mantindrien dues figures importants d'aquella lliurament. Ells serien Akihiro Hino, com a director i guionista, i Joe Hisaishi, com a compositor de la banda sonora.
A través d'una entrevista al portal GameSpot, el director de Level-5, Akihiro Hino, va fer l'anunci on deia que el joc també arribaria a PC, tenint una estrena simultània amb la versió per a PlayStation 4.
Després de patir 2 retards en la seva data de llançament, es va comunicar que el joc sortiria a la venda el 23 de març de 2018. Això es deuria, segons l'explicació de la desenvolupadora, a la implementació de noves maneres, el que implicaria més temps de treball per tal d'aconseguir un producte de qualitat.

## Crítica
Ni no Kuni II: Revenant Kingdom  va ser rebut amb molt bones crítiques per part de la premsa.